# Микяшево
Микяшево (баш. Мәкәш) — село в Давлекановском районе Башкортостана, административный центр Микяшевского сельсовета.

## Население
| 2002 | 2009 | 2010 |
| ---- | ---- | ---- |
| 634  | ↗758 | ↗782 |

Согласно переписи 2002 года, преобладающая национальность — башкиры (98 %).

## Географическое положение
Расстояние до:
- районного центра (Давлеканово): 32 км,
- ближайшей ж/д станции (Давлеканово): 32 км.

## Известные уроженцы
- Абдуллина, Лариса Хашимовна (род. 1975) — башкирская поэтесса, журналист, Заслуженный работник культуры Республики Башкортостан, член Союза писателей России и Республики Башкортостан, главный редактор журнала Аҡбуҙат.
- Ахмадрахимова Олеся Вакильевна — член союза писателей России и Республики Башкортостан, кандидат филологических наук.
- Исмагилова Рамиля Габдулхаковна — Заслуженный врач Республики Башкортостан, Отличник здравоохранния РБ, врач высшей квалификационной категории, председатель совета ветеранов и пенсионеров работников здравоохранения Республики Башкортостан.
- Зарипова Гульсасак Габдулхаковна — Заслуженный работник культуры Республики Башкортостан, директор дома творчества инвалидов Респуликанского центра народного творчества.
- Зарипова Дилара Габдулхаковна (Р.) — руководитель спецпроектов на канале БСТ, Заслуженный работник печати и средств массовой информации Республики Башкортостан (), лауреат премии « Тэфи», член Союза Журналистов РФ и РБ ()
- Киельбаева Эльвира Талгатовна — популярная певица, лауреат телевизионных конкурсов «Юлдаш йыры», «Гәлсәр һандуғас».
- Аглиуллина Лилия Юлаевна — ведущая телепрограмм канала БСТ.
- Кадыров Айназ Гаязович (род. 1986) — артист национального оркестра народных инструментов БГФ им. Х. Ахметова.
- Муфтахов Ильдус Рафаилович — артист Фольклорного ансамбля песни и танца Мирас